# Belmullet
Belmullet (iriska: Béal an Mhuirthead) är en ort i republiken Irland.   Den ligger i grevskapet Maigh Eo och provinsen Connacht, i den nordvästra delen av landet, 260 km väster om huvudstaden Dublin. Belmullet ligger 3 meter över havet och antalet invånare är 1 089.